# Leucadendron floridum
Espèce
Leucadendron floridum est une espèce de plantes à fleurs de la famille des Proteaceae. Cet arbuste à fleurs, originaire du Cap-Occidental, Afrique du Sud, fait partie du fynbos.

## Description

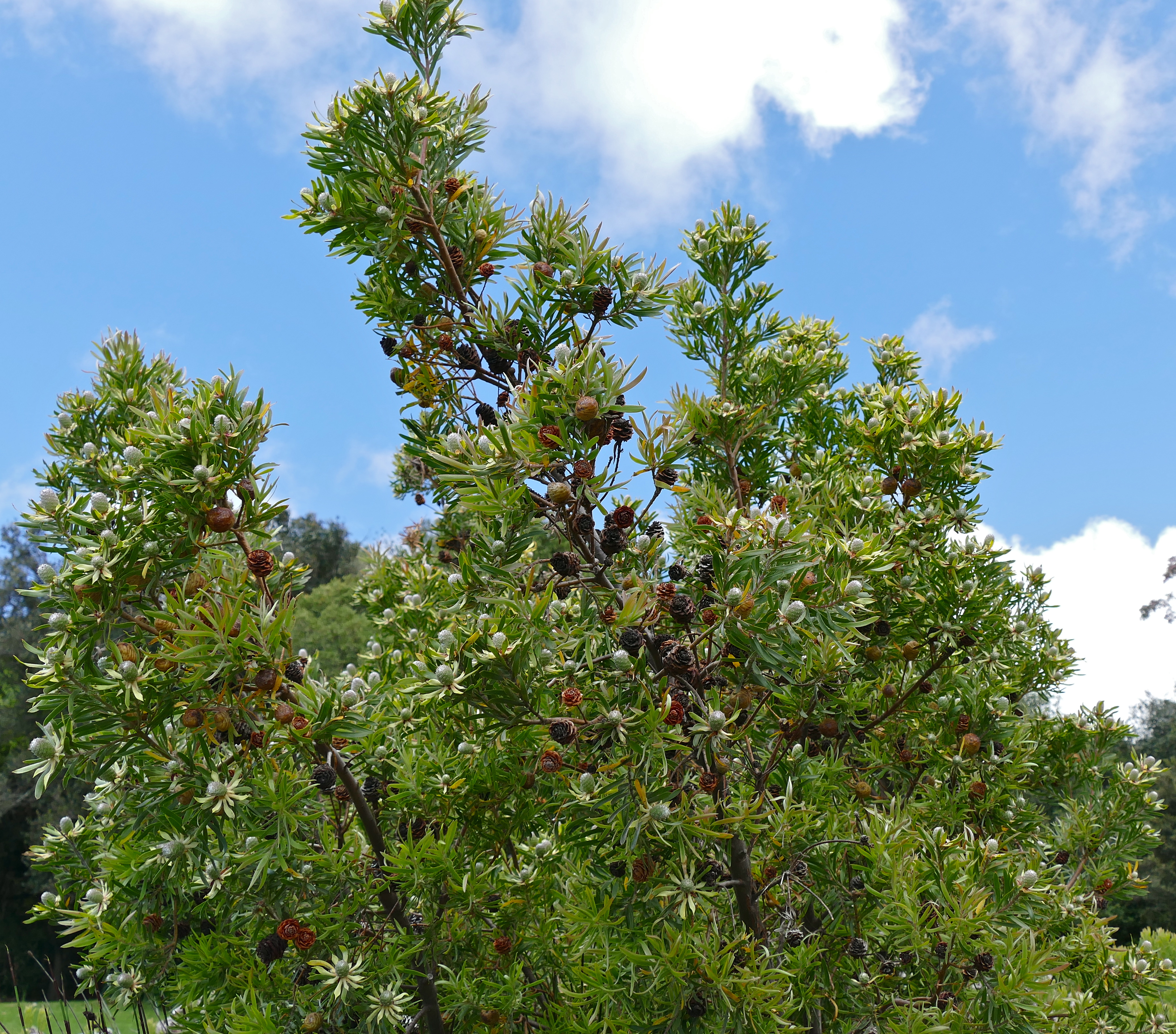

Cet arbuste atteint 2 m de haut et fleurit de septembre à octobre. Le feu détruit la plante, mais les graines survivent. Elles sont stockées dans une tige sur la plante femelle et tombent de la tige au sol, où elles peuvent être disséminées par le vent. La plante est unisexuée : il existe des plants mâles et femelles. La pollinisation se fait par le vent.

## Répartition et habitat
On le trouve dans les Cape Flats, de Rondebosch à la rivière Kuils et également dans la péninsule du Cap. La plante pousse principalement dans les sols saturés d'eau, entre 10 et 200 m d'altitude.

## Statut de conservation
Leucadendron floridum a été évalué en 2020 pour la Liste rouge des espèces menacées de l'UICN et est répertorié comme espèce en voie de disparition selon les critères B1ab(iii,v)+2ab(iii,v).

## Dénominations
Cet arbuste est appelé communément en afrikaans Vlaktetolbos, et, en anglais, Flats conebush.

## Systématique
Le nom correct complet (avec auteur) de ce taxon est Leucadendron floridum R.Br..
Leucadendron floridum a pour synonymes :
- Protea florida (R.Br.) Kuntze
- Protea saligna Andrews

### Étymologie
Le nom de genre Leucadendron vient du grec leukos « brillant, blanc » et dendron « arbre ». 
Son épithète spécifique dérive du latin floridus, « couvert de fleurs »,